# Mario Ferrero (calciatore 1903)
Pietro Mario Ferrero, o Mario Ferrero secondo le altre fonti (Torino, 12 marzo 1903 – Torino, 26 aprile 1964), è stato un calciatore italiano, di ruolo terzino.

## Carriera
Esordì nei primi anni 1920 con i torinesi del Pastore, passando poi nel 1924 ai più noti concittadini della Juventus dove rimase per il successivo decennio; riserva di Virginio Rosetta e Umberto Caligaris, in un'epoca in cui non erano ancora consentite sostituzioni, si ritagliò comunque un suo spazio in bianconero contribuendo da comprimario alla conquista di ben cinque scudetti — tra cui i primi quattro del Quinquennio d'oro. Si accasò infine per un'ultima stagione ai genovesi della Sampierdarenese, dove chiuse la carriera nel 1935.

## Palmarès
- Campionato italiano: 5

Juventus: 1925-1926, 1930-1931, 1931-1932, 1932-1933, 1933-1934